# Берри, Вальтер
Вальтер Берри (Walter Berry, 8 апреля 1929 — 27 октября 2000) — австрийский оперный певец (бас-баритон).

## Биография
Родился в Вене. С детства брал уроки игры на фортепиано и пел в церковном хоре. 
С 1946 года учился вокалу в Венской академии музыки и дебютировал на сцене в Венской государственной опере в 1949 году. Он стал постоянным членом труппы в 1950 году, оставаясь в Венской опере всю свою карьеру, хотя часто выступал в качестве приглашённого артиста в других странах Европы. 
С 1953 года регулярно участвовал в Зальцбургских фестивалях, известность получил в 1955 году, когда исполнил партию в «Воццеке».
Пик его карьеры пришёлся на конец 1950-х — 1970-е годы, когда он активно выступал на сценах крупнейших оперных театров Европы и Америки. Последний раз пел на сцене 18 ноября 1984 года.
Среди записей партии Дона Альфонсо в "Так поступают все" (дир. Бём, EMI), Барона Окса (дир. Бернстайн, Sony).